# 恵山市
恵山市（ヘサンし、혜산시）は朝鮮民主主義人民共和国北部の両江道の道都。鴨緑江に面した中国との国境の町である。
国境となっている鴨緑江が、この周辺では狭くまた浅くなっているため、密貿易が盛んである。このため一説には生活水準は平壌より上といわれているが、一方で2016年現在、国内の電力難の余波を受けて一般住宅で電気が通じる時間は、一日のうち良くて2-3時間という情報も伝わる。

## 地理・気候
標高2,000m級の山々に囲まれた標高715mの恵山盆地の中心部にある。朝鮮でも特に寒い地域であり、1915年には-42℃を記録した。冬季の1月の平均気温は-16.5℃と酷寒である。
東は雲興郡、東北は普天郡、南は甲山郡、西は三水郡に接する。北は鴨緑江を隔てて中国吉林省の長白朝鮮族自治県がある。

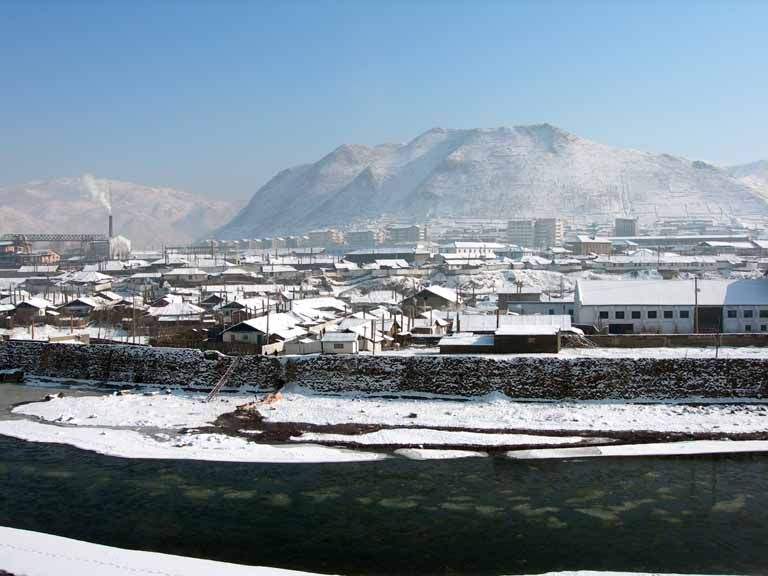
中国・吉林省の長白朝鮮族自治県から見た恵山市内。正面の川は鴨緑江

| 恵山(1981〜2010)の気候 | 恵山(1981〜2010)の気候 | 恵山(1981〜2010)の気候 | 恵山(1981〜2010)の気候 | 恵山(1981〜2010)の気候 | 恵山(1981〜2010)の気候 | 恵山(1981〜2010)の気候 | 恵山(1981〜2010)の気候 | 恵山(1981〜2010)の気候 | 恵山(1981〜2010)の気候 | 恵山(1981〜2010)の気候 | 恵山(1981〜2010)の気候 | 恵山(1981〜2010)の気候 | 恵山(1981〜2010)の気候 |
| 月                     | 1月                    | 2月                    | 3月                    | 4月                    | 5月                    | 6月                    | 7月                    | 8月                    | 9月                    | 10月                   | 11月                   | 12月                   | 年                     |
| ---------------------- | ---------------------- | ---------------------- | ---------------------- | ---------------------- | ---------------------- | ---------------------- | ---------------------- | ---------------------- | ---------------------- | ---------------------- | ---------------------- | ---------------------- | ---------------------- |
| 日平均気温 °C （°F）   | −16.5 (2.3)            | −11.3 (11.7)           | −3.2 (26.2)            | 6.0 (42.8)             | 12.4 (54.3)            | 17.0 (62.6)            | 20.4 (68.7)            | 20.3 (68.5)            | 13.3 (55.9)            | 5.4 (41.7)             | −3.9 (25)              | −13.4 (7.9)            | 3.87 (38.97)           |
| 降水量 mm （inch）     | 14.6 (0.575)           | 8.8 (0.346)            | 31.7 (1.248)           | 36.1 (1.421)           | 73.8 (2.906)           | 99.2 (3.906)           | 149.4 (5.882)          | 104.8 (4.126)          | 59.5 (2.343)           | 35.6 (1.402)           | 26.2 (1.031)           | 22.8 (0.898)           | 662.5 (26.084)         |
| 出典：気象庁           |                        |                        |                        |                        |                        |                        |                        |                        |                        |                        |                        |                        |                        |

| 恵山 1961 - 1990年平均の気候            | 恵山 1961 - 1990年平均の気候 | 恵山 1961 - 1990年平均の気候 | 恵山 1961 - 1990年平均の気候 | 恵山 1961 - 1990年平均の気候 | 恵山 1961 - 1990年平均の気候 | 恵山 1961 - 1990年平均の気候 | 恵山 1961 - 1990年平均の気候 | 恵山 1961 - 1990年平均の気候 | 恵山 1961 - 1990年平均の気候 | 恵山 1961 - 1990年平均の気候 | 恵山 1961 - 1990年平均の気候 | 恵山 1961 - 1990年平均の気候 | 恵山 1961 - 1990年平均の気候 |
| 月                                      | 1月                          | 2月                          | 3月                          | 4月                          | 5月                          | 6月                          | 7月                          | 8月                          | 9月                          | 10月                         | 11月                         | 12月                         | 年                           |
| --------------------------------------- | ---------------------------- | ---------------------------- | ---------------------------- | ---------------------------- | ---------------------------- | ---------------------------- | ---------------------------- | ---------------------------- | ---------------------------- | ---------------------------- | ---------------------------- | ---------------------------- | ---------------------------- |
| 日平均気温 °C （°F）                    | −19.3 (−2.7)                 | −14.5 (5.9)                  | −4.9 (23.2)                  | 5.1 (41.2)                   | 12.3 (54.1)                  | 16.5 (61.7)                  | 20.7 (69.3)                  | 19.9 (67.8)                  | 12.7 (54.9)                  | 4.9 (40.8)                   | −4.9 (23.2)                  | −15.7 (3.7)                  | 2.73 (36.91)                 |
| 出典：World Climate Hyesan, North Korea |                              |                              |                              |                              |                              |                              |                              |                              |                              |                              |                              |                              |                              |

## 行政区画
25洞・4里を管轄する。
| - 江口洞（カングドン） - 江岸洞（カンアンドン） - 劔山洞（コムサンドン） - 蓮頭洞（リョンドゥドン） - 蓮峯一洞（リョンボンイルトン） - 蓮峯二洞（リョンボンイドン） - 馬山一洞（マサニルトン） - 馬山二洞（マサニドン） - 城後洞（ソンフドン） - 松峯一洞（ソンボンイルトン） - 松峯二洞（ソンボンイドン） - 新興洞（シヌンドン） - 淵豊洞（ヨンプンドン） - 英興洞（ヨンフンドン） - 渭淵洞（ウィヨンドン） | - 春洞（チュンドン） - 塔城洞（タプソンドン） - 恵江洞（ヘガンドン） - 恵明洞（ヘミョンドン） - 恵山洞（ヘサンドン） - 恵新洞（ヘシンドン） - 恵長洞（ヘジャンドン） - 恵炭洞（ヘタンドン） - 恵花洞（ヘファドン） - 恵興洞（ヘフンドン） - 盧中里（ロジュンニ） - 新長里（シンジャンニ） - 雲寵里（ウンチョンニ） - 長安里（チャンアンニ） |

## 歴史

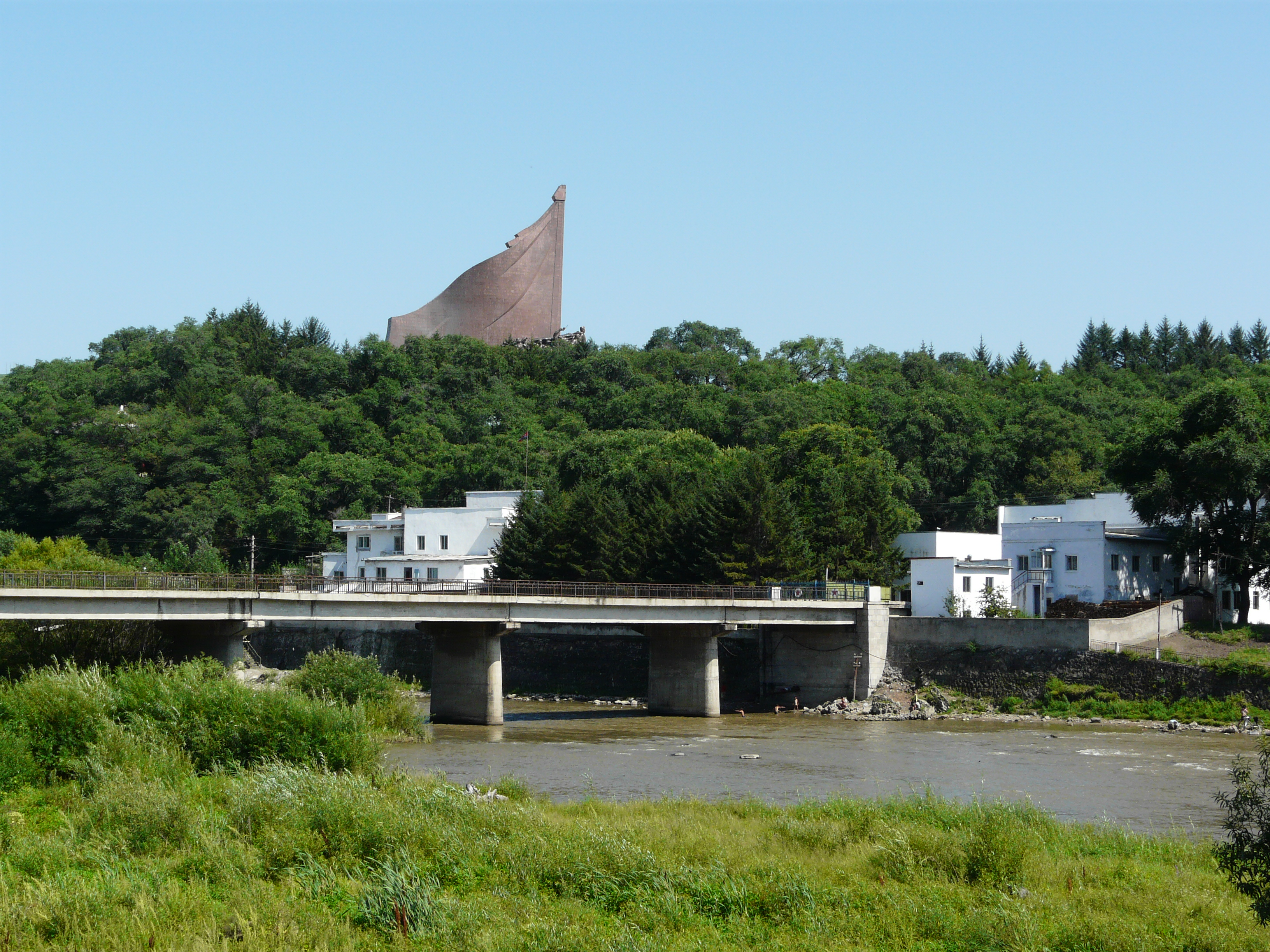
長恵国際大橋と普天堡記念碑

歴史的には咸鏡道甲山郡の一部であり、恵山鎮を中心に辺境防御の砦が置かれていた。
- 1932年10月22日　恵山と長白 を結ぶ国際橋渡初式を挙行
- 1934年12月25日　京都帝国大学白頭山遠征隊の先発隊が恵山到着。旅館白頭館に宿泊。12月27日、本隊が恵山到着。12月28日、登山隊が恵山を出発
- 1936年　泉靖一（人類学者）らが恵山鎮とその周辺の森林地帯を踏査
- 1950年11月21日　朝鮮戦争で北上した米第７師団が入城
- 1967年6月4日　普天堡戦闘30周年を記念して、普天堡戦闘勝利記念塔が建立される。高さは38.7メートル、奥行きは30.3メートル。金日成はじめ60人の群像が表現されている
- 1980年8月17日、恵山第二師範大学を「金正淑師範大学」に改称
- 1997年夏、恵山で大規模な列車事故が発生、死傷者数は数百人に上った（2002年5月21日、朝鮮日報）
- 2004年4月15日、恵山でデパートを運営する中国人が金日成の誕生日を祝い、「21世紀の太陽、金正日将軍万歳!」と書かれたネオンサインをプレゼント。ネオンサインは恵山の道立図書館に設置された
- 2006年9月19日、中国有色鉱業集団有限公司（NFCG）、中色国際鉱業股フェン有限公司、撫順紅透山銅鉱服務公司、朝中国際鉱業公司が、恵山銅山で共同で採掘を行うことになり、このほど協定に調印したと、中国有色鉱業集団有限公司の公式サイトが伝える。取り決めでは、中国有色鉱業集団有限公司は、中色国際鉱業股フェン有限公司が採掘権を保有する恵山銅山を開発、経営する。銅山は中朝国境から約10キロのところにあり、埋蔵量は約25万トン。撫順紅透山銅鉱が技術者、掘削機器などを用意する。中国有色鉱業集団は、吉林昊融有色金属集団有限公司、北朝鮮の金剛総公司とも北朝鮮の金鉱山を共同開発している
- 2007年7月19日、恵山市でアパート崩壊事故が発生し30日までに26人が死亡。崩壊の原因は、無理な内壁の撤去による荷重の変化ともいわれる。崩壊したアパートに住んでいた住民たちの間では、リビングルームを広くするためのインテリアの改造が流行していた。アパートには税関や貿易事業所などで働く富裕層が住んでいた
- 2009年7月30日、中国の鉄鋼会社「重鉱国際投資」が恵山市で北朝鮮企業「朝鮮鉱業開発貿易会社」と共同開発を進めていた銅鉱山の関連設備工事を中止する方針だと朝鮮日報が報道
- 2010年5月20日晩、朝鮮中央通信は金正日が恵山市の普天堡戦闘勝利記念塔を訪問したと報道。正確な日時は不明
- 2011年1月25日、ラジオ自由アジア（RFA）は、朝鮮戦争で活躍し、北朝鮮映画でも主人公として取り上げられた「戦争英雄」のイ・ベクギョム氏が2009年末、恵山市で餓死したと報じた。朝鮮戦争時、イ氏は仁川で共産主義に反対する勢力捜しの先頭に立ち人民軍に入隊、30代で両江道保衛部の防諜課長に抜てきされた
- 2011年9月19日、中国の万向グループと北朝鮮の恵山青年鉱山が共同で合弁企業「恵中鉱業合営会社」を設立し、恵山市で銅生産の操業を開始。 恵山市で開業式が開かれ、劉洪才・駐朝中国大使、金熙澤・両江道党責任書記らがテープカットを行う

## 行政区画の変遷
この節の出典
- 1954年10月 - 咸鏡南道恵山郡恵山邑・春洞里・英興里・中里・渭淵浦労働者区、三水郡中雲里の一部地域をもって、両江道恵山市を設置。(7洞6里)
  - 恵山邑が分割され、恵山里・恵花洞・恵興洞・恵長洞・恵新洞・恵明洞・恵江洞が発足。
  - 渭淵浦労働者区が分割され、渭淵洞・城後里・蓮頭里が発足。
  - 中雲里が春洞里に編入。
- 1955年 (10洞3里)
  - 恵山里が恵山洞に昇格。
  - 城後里が城後洞に昇格。
  - 蓮頭里が蓮頭洞に昇格。
- 1957年 (10洞3里)
  - 渭淵洞の一部が分立し、淵豊洞が発足。
  - 恵長洞が恵江洞に編入。
- 1961年3月 (16洞5里)
  - 雲興郡五是川里・盧中里・雲寵里・新長里・長安里を編入。
  - 英興里の一部が分立し、英興洞が発足。
  - 中里の一部が分立し、松峯洞が発足。
  - 春洞里の一部が分立し、春洞が発足。
  - 春洞里の残部が三水郡中雲里の一部と合併し、江口洞が発足。
  - 恵江洞・恵山洞の各一部が合併し、恵長洞が発足。
  - 英興里の残部・恵明洞の一部が合併し、蓮峯洞が発足。
  - 恵花洞・恵興洞の各一部が恵新洞に編入。
  - 中里の残部が淵豊洞に編入。
  - 恵山洞・恵興洞の各一部が恵江洞に編入。
- 1965年 (20洞5里)
  - 恵興洞の一部が分立し、新興洞が発足。
  - 蓮頭洞・渭淵洞の各一部が合併し、江岸洞が発足。
  - 春洞・恵花洞の各一部が合併し、恵炭洞が発足。
  - 恵明洞・蓮峯洞・城後洞の各一部が合併し、塔城洞が発足。
  - 淵豊洞の一部が渭淵洞に編入。
  - 恵山洞の一部が恵明洞に編入。
- 1972年 - 蓮峯洞が分割され、蓮峯一洞・蓮峯二洞が発足。(21洞5里)
- 1973年 - 春洞の一部が分立し、馬山洞が発足。(22洞5里)
- 1981年 - 五是川里が劔山洞に昇格。(23洞4里)
- 1993年 - 馬山洞が分割され、馬山一洞・馬山二洞が発足。(24洞4里)
- 1999年 - 松峯洞が分割され、松峯一洞・松峯二洞が発足。(25洞4里)

### 恵山郡
- 朝鮮王朝時代 - 甲山府に属し恵山鎮が置かれ、兵馬僉節制使が駐在した。
- 1934年 - 咸鏡南道甲山郡普恵面の一部が分立し、恵山邑が発足。
- 1942年4月 - 咸鏡南道甲山郡恵山邑・雲興面・普天面、三水郡別東面をもって、恵山郡を設置。(1邑3面)
- 1945年(光復直後) (6面)
  - 普天面の一部が分立し、大鎮面が発足。
  - 雲興面の一部が分立し、鳳頭面が発足。
  - 恵山邑が恵山面に降格。
- 1952年12月 - 郡面里統廃合により、咸鏡南道恵山郡恵山面・鳳頭面および雲興面・別東面の各一部地域をもって、恵山郡を設置。恵山郡に以下の邑・里が成立。(1邑24里)
  - 恵山邑・龍岩里・福安里・獐項里・深浦里・鳳頭里・嶺下里・生長里・龍浦里・雲興里・洞浦里・長彦里・五是川里・雲寵里・盧中里・日建里・大下里・大中里・春洞里・英興里・新長里・長安里・渭淵浦里・中里・大上里
- 1952年末 - 渭淵浦里が渭淵浦労働者区に昇格。(1邑1労働者区23里)
- 1954年初 - 甲山郡東坪里・大徳里・新中里・上山里を編入。(1邑1労働者区27里)
- 1954年10月 - 恵山郡廃止。
  - 福安里・獐項里・深浦里・鳳頭里・嶺下里・生長里・龍浦里・雲興里・洞浦里・長彦里・五是川里・雲寵里・盧中里・日建里・大下里・大中里・大上里・新長里・長安里・龍岩里・東坪里・大徳里・新中里・上山里が新設の両江道雲興郡に編入。
  - 恵山邑・春洞里・英興里・中里・渭淵浦労働者区が新設の両江道恵山市に編入。

## 交通
2010年代の旅客列車は、平壌駅と恵山駅の間に1列車（東海岸線経由）と3列車（北部内陸線経由）が設定され、毎日運行されてきた。しかし、停電と施設の老朽化によって遅延と運行取り消しが常態化。さらに2020年代に新型コロナウイルス感染症の影響が広がると利用者が激減。実質、一週間に1本程度の運行となっている。
- 白頭山青年線
  - 剣山里駅 - 渭淵青年駅 - 恵山青年駅
- 北部内陸線
  - ヌプ坪駅 - 江口駅 - 恵山青年駅
- 三池淵線
  - 渭淵青年駅

## 観光
- 掛弓亭：恵山鎮城南門の門楼として李氏朝鮮時代に建てられた。

## 教育
- 師範大学
- 農林大学
- 恵山医科大学

## メディア
- 両江道放送
- 両江日報

## 参照項目
- 長恵国際大橋